# Wickham Est
 (février 2025).
Si vous disposez d'ouvrages ou d'articles de référence ou si vous connaissez des sites web de qualité traitant du thème abordé ici, merci de compléter l'article en donnant les références utiles à sa vérifiabilité et en les liant à la section « Notes et références ».
 (août 2012).
Wickham Est est un lieu de circonscription électorale dans le borough londonien de Bexley. Il s'agit d'une partie de la ville après Welling. Wickham Ouest est plusieurs miles au sud, dans le borough londonien de Bromley.